# Jeff Trachta
Jeff Trachta, född 6 oktober 1960 i New York, är en amerikansk musiker och skådespelare. Han är mest känd för rollen som Thorne Forrester i TV-serien Glamour mellan 1989 och 1996.
Trachta tog över rollen som Thorne Forrester i Glamour år 1989 från Clayton Norcross. Efter Trachta har rollen spelats av Winsor Harmon. År 1996 fick Trachta spela den manliga huvudrollen Steve Caldwell i den erotiska thrillern Night Eyes 4: Fatal Passion.
Som musiker föredrar han stavningen Jeff Tracta.